# Міжнародний аеропорт імені сера Сівусагара Рамгулама
Міжнародний аеропорт імені сера Сівусагара Рамгулама — міжнародний аеропорт, розташований за 46 км на південь від Порт-Луї. Це єдиний міжнародний аеропорт в Маврикії. Аеропорт названий на честь сера Сівусагара Рамгулама, який був першим прем'єр міністром Маврикія. Аеропорт обслуговує міжнародні польоти в Європу та Азію.

## Модернізація
В кінці 2013 року в аеропорту було відкрито термінал D.

## Авіакомпанії та напрями
Аеропорт є базовим аеропортом авіакомпанії Air Mauritius.
| Авіакомпанія   | Пункт призначення |
| -------------- | --- |
| Air Mauritius  | Антананаріву, Бангалор, Гонконг, Делі, Дурбан, Женева, Йоханнесбург, Кейптаун, Куала-Лумпур, Лондон, Мельбурн, Мілан, Мумбаї, Найробі, Париж, Перт, Родригес, Сен-Дені, Сен-П'єр, Сідней, Сингапур, Франкфурт-на-Майні, Ченнаї, Шанхай |
| Air France     | Париж |
| Air Madagascar | Антананаріву |